# Twarożnik
Twarożnik (deutsch Quarksteine; schlesisch Quoarksteene; tschechisch Tvarožník) ist der polnische Name einer Felsformation aus Granit im westlichen Teil des Schlesischen Kamms des Riesengebirges in Polen und Tschechien.

## Lage
Der Felsen befindet sich in einer Höhe von 1320 Metern über dem Meer, am Südhang des Reifträgers (polnisch Szrenica, tschechisch Jínonoš – 1362 m) in der Nähe des „Nassen Sattels“ (Mokra Przelecz – 1288 m), etwa 400 Meter nordöstlich, oberhalb der Wosseckerbaude (Vosecká bouda) und etwas mehr als 4 km von Szklarska Poręba (Schreiberhau) entfernt. Er liegt genau auf der tschechisch-polnischen Grenze, die durch einen geodätischen Vermessungspunkt an der Spitze festgelegt ist.

## Namen
Die Quarksteine bestehen aus einem Haufen riesiger Granitblöcke. Auf dem größten lagert ein einzelner, flacher Stein, ein sogenannter Wackelstein, der sich als abschließendes Ergebnis der Wollsackverwitterung herausgebildet hat. Die Form der stark abgerundeten Felsbrocken erinnert an die einfache, traditionelle Käseherstellung. Dazu muss zunächst Quark gemacht werden. Der Käsebruch wird in ein Tuch gefüllt, dessen Ecken werden zusammengelegt und in dieser kissenartigen Gestalt zum Abtropfen aufgehängt. Der Quark bzw. eine Art Hüttenkäse ist fertig, sobald die Masse ausreichend entwässert ist. Besonders die tschechische Bezeichnung enthält Hinweise auf die Herstellung. Das Wort „tvář“ steht für Aussehen, Gestalt und „ručník“ ist das Wort für Handtuch.

## Entstehung
Wie bereits angedeutet, spielt für das heutige Erscheinungsbild die Erosion eine Rolle. Diese trug im Laufe des Tertiärs kilometerstarke weiche Deckgesteinsschichten ab, bis schließlich der Granitpluton des Riesengebirges an die Oberfläche gelangte. Die fortdauernde Frostverwitterung während der Kaltzeiten griff auch dieses Gestein an. Besonders entlang der natürlichen Bruchkanten wurde Material abgesprengt und die für das Riesengebirge typischen runden, an Klöße oder eben Wollsäcke erinnernden, Formen geschaffen. Geomorphologisch werden die Felsen zum Typ Tor gezählt (namensgebend sind die Tors genannten Felstürme in Dartmoor/England).

## Tourismus und Naturschutz
Die Felsgruppe befindet sich inmitten zweier Nationalparks. In Polen im Karkonoski Park Narodowy (KPN) und in Tschechien im Krkonošský národní park (KRNAP). Neben einem umfangreichen Artenschutz bedeutet das, dass befestigte Wege nicht verlassen werden dürfen. Das gilt natürlich auch für den rot markierten Weg der polnisch-tschechischen Freundschaft (Kammweg), der entlang der Grenze hier vorbeiführt. Am Restplatz, der bei den Felsen eingerichtet wurde, kann man tief hinunter in das Tal blicken, das der Zackel (alternativ Zackerle, polnisch Kamieńczyk) zwischen Wasserkoppe und Reifträger entwässert. Berühmt ist der kleine Fluss für den Zackelfall am Ende des Tals.
In der Nähe sind ähnliche Sehenswürdigkeiten zu finden: Nur 400 Meter nordwestlich, ebenfalls am Kammweg liegen die Sausteine (polnisch Trzy Świnki, tschechisch Svinské kameny). Dort führt ein grün markierter Weg weiter zu den Pferdekopfsteinen (Końskie Łby) und rund um den Reifträgergipfel.